# Contea di Morawa
La contea di Morawa è una delle diciassette local government areas che si trovano nella regione di Mid West, in Australia Occidentale. Essa si estende su di una superficie di circa 3.528 chilometri quadrati ed ha una popolazione di 950 abitanti.